# Colores análogos
Los colores análogos, son los colores vecinos del círculo cromático, los cuales tienen un color común como denominador, si se tomase como color dominante el rojo, pudiendo formar un esquema de colores análogos con los otros tres correlativos en el círculo cromático representados en la acuarela por el laca de un color primario, el púrpura y el violeta. Los colores análogos también son parecidos a los colores terciarios, porque se combinan entre primarios y secundarios que forman los colores análogos en el círculo cromático.
Los colores análogos son base del esquema armónico en la elección de los colores de la decoración y las paredes.
Otros ejemplos
Los análogos del naranja serían el rojo y el amarillo. En un sentido más específico, los análogos del rojo, serían rojo violáceo y rojo anaranjado. O, también, gama de azules, del verdoso al violáceo.